# Electricitate cu emisii reduse de carbon

Ponderea energiei primare din surse cu emisii reduse de carbon, 2018

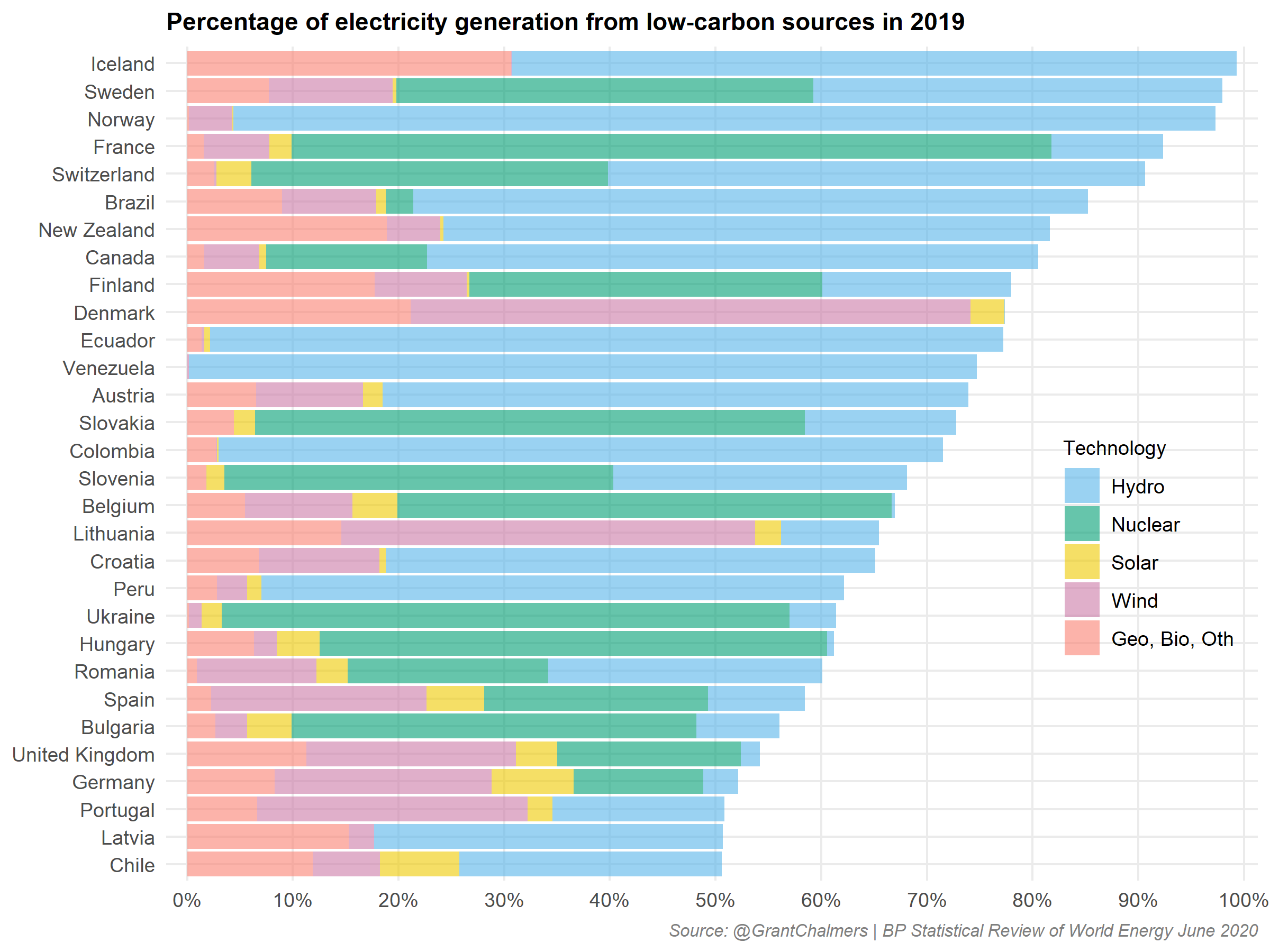
Procentele de energie electrică generată din surse cu emisii scăzute de carbon în 2019

Electricitatea cu emisii reduse de carbon este electricitatea produsă cu emisii de gaze cu efect de seră substanțial mai mici de-a lungul întregului ciclu de viață decât energia produsă prin arderea combustibililor fosili. Tranziția la energia cu emisii reduse de carbon este una dintre cele mai importante acțiuni necesare pentru limitarea încălzirii globale.
În România, limita superioară pentru „emisii reduse” la producerea de electricitate este de 133 g CO2echivalent/kWh.
Sursele din care se produce energie cu emisii scăzute de carbon sunt energia eoliană, solară, nucleară și majoritatea energiilor hidro. În mare, termenul exclude sursele convenționale de combustibili fosili și poate fi folosit doar pentru a descrie anumite sisteme de producere a electricității folosind combustibilii fosili, cele care sunt cuplate cu un sistem de captare și stocare a dioxidului de carbon (CCS) din gazele arse. La nivel global, în 2020 aproape 40 % din electricitatea produsă a provenit din surse cu emisii reduse de carbon: aproximativ 10 % din energie nucleară, aproape 10 % din energie eoliană și solară și aproximativ 20 % hidroenergie și alte surse regenerabile. Foarte puțină energie cu emisii scăzute de carbon provine din surse fosile, în principal din cauza costului ridicat al tehnologiei CCS.